# 徳島尚
徳島 尚（とくしま ひさし、1968年3月27日 - 2024年9月3日（遺体発見日））は、日本の元プロボクサー。グリーンツダボクシングクラブ所属。奄美大島出身、中学校時代より東京都府中市育ち。元日本ミニマム級王者。元OPBF東洋太平洋フライ級王者。
2024年9月3日、大阪府枚方市の自宅にて脳出血により死去しているところを発見された。享年56。

## 経歴
中学1年で東京・府中市に移住。

## 戦績
33戦26勝11KO6敗1分